# Kavaratti
Kavaratti est une île indienne située dans l'archipel des Laquedives, sur la mer des Laquedives dans l'Océan Indien occidental. Placée face à la côte ouest de l'Inde péninsulaire, elle constitue l'île la plus peuplée du territoire de l'Union des Lakshadweep.

## Géographie
Kavaratti est également le nom de la ville principale de l'île, qui sert de capitale ou chef-lieu du territoire des Lakshadweep.

## Démographie
La population était de 10 113 habitants en 2001.